# Любанский, Евстафий Иванович
Евстафий Иванович Любанский (1859 — 1917) —  депутат Государственной думы I созыва от Минской губернии.

## Биография

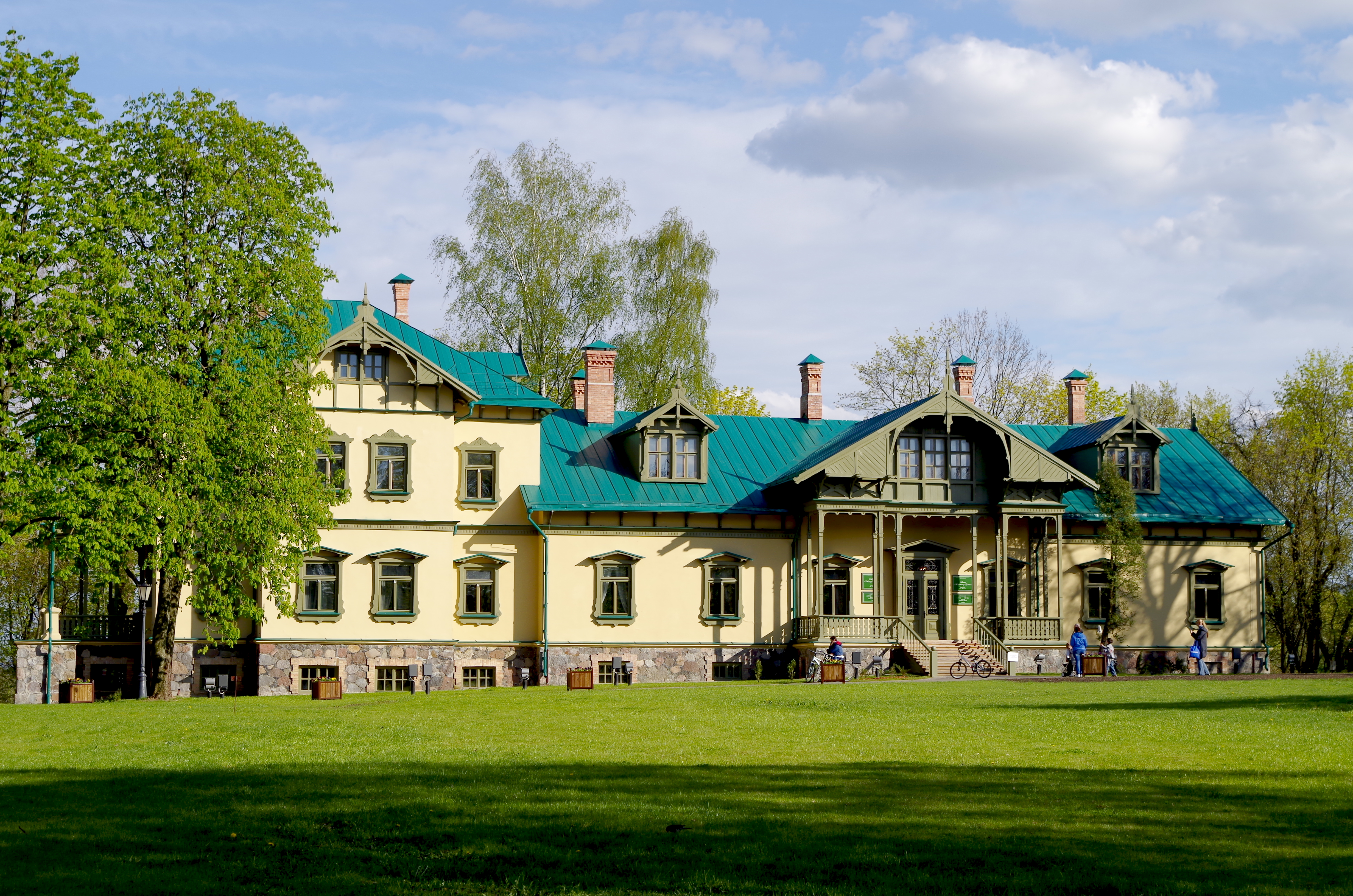
Усадьба Любанских в Лошице, ныне музей

Польский дворянин, католик.  Выпускник Виленского реального училища, затем окончил земледельческую академию в Прушково в Силезии. В 1884 году стал владельцем, а с 1894 поселился в своём имении Лошица в Минском уезде, где занимался сельским хозяйством. Владелец паточного и винокуренного заводов. Состоял в Минском обществе сельского хозяйства, председатель отделения по винокурению. Председатель биржевого комитета лесной биржи. Интересовался лесоводством, выписывал и высаживал саженцы редких видов деревьев из многих стран, проводил эксперименты по скрещиванию растений. Был популяризатором велосипедного спорта. Возглавлял товарищество минских велосипедистов. Был гласным Минской городской думы. Участвовал в земских съездах в 1904—1905. Сторонник равноправия всех национальностей, улучшения системы народного образования, либерал. Разделяя программу кадетов по аграрному вопросу, не соглашался с обществом сельского хозяйства, что данный вопрос может быть разрешен без нарушения частной собственности. По слухам, субсидировал неудавшееся покушение на минского губернатора Курлова.
14 апреля 1906 избран в Государственную думу I созыва от общего состава выборщиков Минского губернского избирательного собрания. Вошёл в группу Западных окраин. Состоял в Бюджетной комиссии.
В 1912 передал дела по управлению имуществом и покинул своё имение. Скончался на Кавказе, где и был похоронен.

## Семья

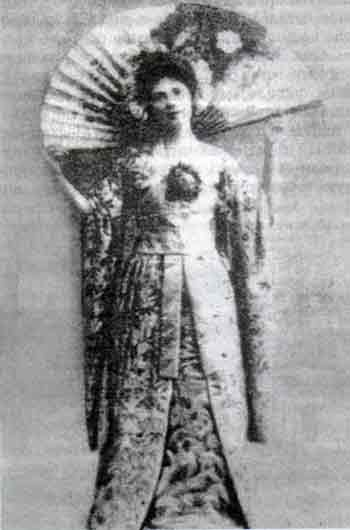
Ядвига Любанская.

- Жена (с 1896?[2]) — Ядвига Геронимовна[4] урождённая Кеневич (1876?[2]—1905), дочь Мозырского предводителя дворянства, покончила с собой, утопившись в р. Свислочь[5].